# Bert Bartelings
Bert Bartelings (2 november 1960 - Rotterdam, 15 juni 2009) is een voormalig Nederlands voetballer. Hij stond onder contract bij DS '79 en FC Volendam. Aansluitend speelde hij nog voor de amateurclubs SC Bakestein, VV Groote Lindt en VV Rijsoord.
Bij Rijsoord werd hij ook assistent-trainer en die functie vervulde hij ook bij VV Rhoon en Jodan Boys. Na zes jaar in de jeugd van FC Dordrecht getraind te hebben werd hij hoofdtrainer bij achtereenvolgens DRL, RKSV Leonidas en VV Dilettant. In het seizoen 2009/10 zou hij aan de slag gaan als trainer van hoofdklasser TOGR. Bartelings overleed op achtenveertig jarige leeftijd aan een zware herseninfarct.

## Statistieken
| Seizoen | Club        | Land      | Competitie     | Wed. | Goals |
| ------- | ----------- | --------- | -------------- | ---- | ----- |
| 1982/83 | DS '79      | Nederland | Eerste divisie | 2    | 1     |
| 1983/84 | DS '79      | Nederland | Eredivisie     | 19   | 1     |
| 1984/85 | DS '79      | Nederland | Eerste divisie | 27   | 0     |
| 1985/86 | DS '79      | Nederland | Eerste divisie | 30   | 3     |
| 1986/87 | DS '79      | Nederland | Eerste divisie | 31   | 2     |
| 1987/88 | DS '79      | Nederland | Eredivisie     | 31   | 0     |
| 1988/89 | DS '79      | Nederland | Eerste divisie | 26   | 1     |
| 1989/90 | FC Volendam | Nederland | Eredivisie     | 9    | 0     |
| Totaal  | Totaal      | Totaal    | Totaal         | 175  | 8     |